# Marco Paulo (football, 1973)
Pour les articles homonymes, voir Marco Paulo.
Marco Paulo Faria Lemos dit Marco Paulo est un footballeur portugais né le 28 mai 1973 à Sintra. Il évoluait au poste de milieu de terrain.

## Biographie
Marco Paulo joue principalement en faveur de l'Estoril-Praia, du Paços de Ferreira, du CF Belenenses et de l'Estrela da Amadora.
Au total, il dispute 243 matchs en 1re division portugaise et inscrit 9 buts dans ce championnat.

## Palmarès
- Champion du Portugal de D2 en 2000 avec le Paços de Ferreira

## Statistiques
- 243 matchs et 9 buts en 1re division portugaise
- 197 matchs et 9 buts en 2e division portugaise
- 52 matchs et 4 buts en 3e division portugaise